# International Slavery Museum

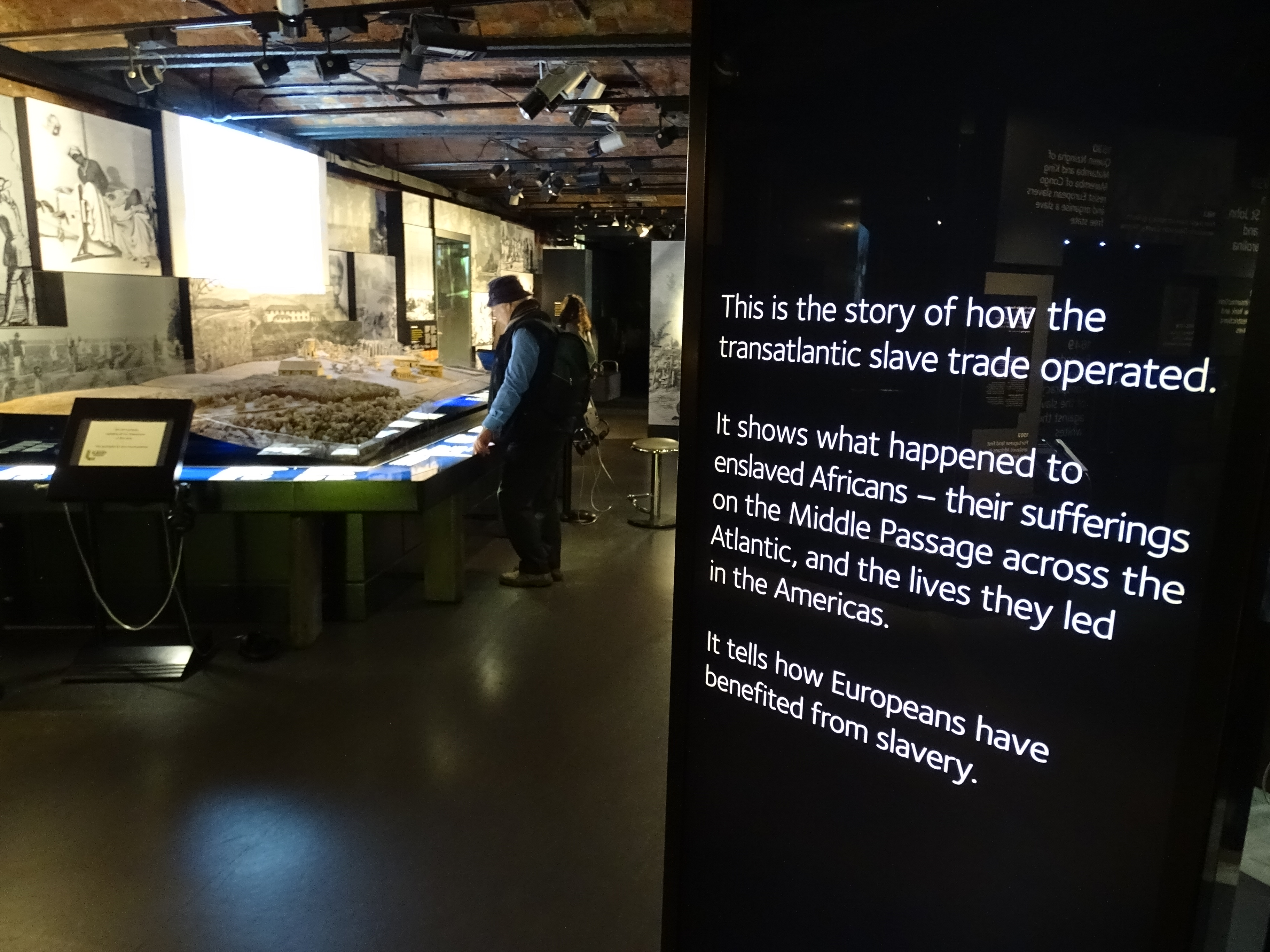

Het International Slavery Museum is een slavernijmuseum aan het Royal Albert Dock in het Engelse Liverpool.
Het museum maakt deel uit van het Merseyside Maritime Museum en werd geopend in 2007, toen de Transatlantic Slavery Gallery van het Merseyside Museum werd verplaatst en gebruikt als basis voor een apart slavernijmuseum. Tussen 2025 en 2028 wordt het museum gerenoveerd en uitgebreid met het voormalige Dock Traffic Office.
Het International Slavery Museum focust op de Trans-Atlantische slavernij, waarbinnen de havenstad Liverpool een belangrijke plaats innam. Ook zaken als moderne slavernij, racisme en discriminatie worden permanent belicht.

## Geschiedenis
Oorspronkelijk onderdeel van het Merseyside Maritime Museum, dat in 1980 werd geopend, werd de geschiedenis van de slavenhandel besproken als onderdeel van de maritieme geschiedenis van de stad, kort voordat in 1994 een speciale galerie over trans-Atlantische slavernij werd geopend om de historische rol van Liverpool in de slavenhandel beter te belichten. Een opvallende figuur onder de activisten voor de oprichting van een internationaal slavernijmuseum in 1992 was Dorothy Kuya.
Begin jaren 2000 leidde de internationale belangstelling voor de tentoonstelling en het grote aantal bezoekers tot de beslissing om een museum op te richten dat speciaal gewijd was aan de geschiedenis van de slavernij, om slavernij en de nalatenschap ervan beter te kunnen uitleggen.
Het nieuwe museum opende op 23 augustus 2007, de dag van de jaarlijkse Internationale Dag ter Herdenking van de Slavenhandel en de Afschaffing ervan, die het begin markeerde van de slavenopstand in Saint-Domingue. Het jaar 2007 was bijzonder belangrijk omdat het de tweehonderdste verjaardag was van de Slave Trade Act 1807, waarmee de slavenhandel (maar niet de slavernij zelf) binnen het Britse Rijk werd afgeschaft. Het Merseyside Maritime Museum huisvestte vroeger een Transatlantic Slavery Gallery. Fase 1 van het International Slavery Museum omvatte de verplaatsing van de huidige tentoonstellingen naar de derde verdieping van het museum en de toevoeging van nieuwe displays, waardoor de ruimte voor dit onderwerp werd verdubbeld. De East Gallery bevat ongeveer 400 geannoteerde liederen over de ervaring van slavernij en de muziek uit Afrika en de Afrikaanse diaspora, die van slaven afstamden.
Het museum ontving in maart 2018 £50.000 voor de aankoop en restauratie van het schilderij 'Ik ben geen man en een broeder'. Het schilderij dateert van rond 1800 en is gebaseerd op een ontwerp in opdracht van het Comité voor de Afschaffing van de Slavenhandel. De afbeelding wordt beschouwd als een van de eerste voorbeelden van een logo dat voor een politieke zaak is ontworpen en werd gebruikt op het aardewerk van Josiah Wedgwood.
In 2023 werd Michelle Charters aangekondigd als de nieuwe directeur het museum.
In 2024 werd aangekondigd dat er een uitgebreide renovatie zou plaatsvinden, waarbij het voormalige Dock Traffic Office, nu het Dr. Martin Luther King Jr-gebouw, dat grenst aan het Maritiem Museum, zou worden opgenomen. De twee gebouwen worden met elkaar verbonden door een brug van ijzer en glas.
Het museum sloot begin 2025 zijn deuren voor renovatie en zal naar verwachting in 2028 heropenen.